# 不老屯镇
不老屯镇是中国北京市密云区下辖的一个镇，京通铁路穿境。镇名源于不老屯村，来源于王志砍柴遇仙的一个民间传说故事。

## 沿革
1962年设不老屯公社，1983年改乡，1990年建镇，1993年半城子乡并入。

## 行政区划
不老屯镇现辖2个社区居委会、26个村委会：
不老屯社区、燕落社区、杨各庄村、董各庄村、沙峪里村、学艺厂村、转山子村、黄土坎村、燕落村、不老屯村、白土沟村、丑山子村、边庄子村、车道岭村、兵马营村、柳树沟村、大窝铺村、永乐村、西学各庄村、香水峪村、北香峪村、南香峪村、半城子村、史庄子村、古石峪村、陈家峪村、阳坡地村和西坨古村。

## 景区
云峰山风景区（云峰山主峰海拔674米）、转山子休闲度假区和不老湖风景区。